# Cheilinus lunulatus
Cheilinus lunulatus of bezemstaartlipvis is een straalvinnige vissensoort uit de familie van lipvissen (Labridae). De wetenschappelijke naam van de soort is voor het eerst geldig gepubliceerd in 1775 door Forsskål.
De soort staat op de Rode Lijst van de IUCN als niet bedreigd, beoordelingsjaar 2008.